# Бабина ријека
Бабина ријека (Бабишница) је десна притока ријеке Босне у зеничкој котлини дужине 17.600 метара. То је планинска ријека са великим падом уз бројне питке изворе и студенце. Позната је по многобројним воденицама и излетишту у насељу Бабино. Најчешће рибе су поточне пастрмке, клен и мрен.